# Redington Shores
Redington Shores és una població dels Estats Units a l'estat de Florida. Segons el cens del 2000 tenia 2.338 habitants.

## Demografia
Segons el cens del 2000, Redington Shores tenia 2.338 habitants, 1.292 habitatges, i 658 famílies. La densitat de població era de 2.314,6 habitants/km².
Dels 1.292 habitatges en un 8,9% hi vivien nens de menys de 18 anys, en un 43,5% hi vivien parelles casades, en un 5,2% dones solteres, i en un 49% no eren unitats familiars. En el 41,3% dels habitatges hi vivien persones soles el 20% de les quals corresponia a persones de 65 anys o més que vivien soles. El nombre mitjà de persones vivint en cada habitatge era d'1,81 i el nombre mitjà de persones que vivien en cada família era de 2,38.
Per edats la població es repartia de la següent manera: un 9,2% tenia menys de 18 anys, un 3,1% entre 18 i 24, un 19,7% entre 25 i 44, un 34% de 45 a 60 i un 34% 65 anys o més.
L'edat mediana era de 55 anys. Per cada 100 dones de 18 o més anys hi havia 94,6 homes.
La renda mediana per habitatge era de 40.411 $ i la renda mediana per família de 49.300 $. Els homes tenien una renda mediana de 36.719 $ mentre que les dones 30.662 $. La renda per capita de la població era de 31.822 $. Entorn del 5,5% de les famílies i el 8,2% de la població estaven per davall del llindar de pobresa.

## Poblacions més properes
El següent diagrama mostra les poblacions més properes.